# Streckstenen
Streckstenen är ett flyttblock i Finland. Den utgör ett gränsmärke mellan kommunerna Lovisa och Lappträsk i den ekonomiska regionen  Lovisa  och landskapet Nyland, i den södra delen av landet, 80 km nordost om huvudstaden Helsingfors. Streckstenen ligger 55 meter över havet.

## Omgivning
Terrängen runt Streckstenen är huvudsakligen platt. Streckstenen ligger uppe på en höjd. Runt Streckstenen är det glesbefolkat, med 10 invånare per kvadratkilometer. Närmaste större samhälle är Lovisa, 16,7 km söder om Streckstenen. I omgivningarna runt Streckstenen växer i huvudsak blandskog.

## Klimat
Trakten ingår i den hemiboreala klimatzonen. Årsmedeltemperaturen i trakten är 2 °C. Den varmaste månaden är juli, då medeltemperaturen är 18 °C, och den kallaste är februari, med −14 °C.